# Dennis A. Rondinelli
Dennis A. Rondinelli (né le  30 mars 1943 à Trenton (New Jersey), mort le 7 mars 2007), est un professeur et chercheur en administration publique.
Il a été membre du Comité d’experts de l’administration publique à l'ONU. Il a été professeur international émérite de gestion (dotation Glaxo) à la Kenan-Flagler Business School (en) (Université de Caroline du Nord). Auparavant, il a été maître de recherche et analyste principal des politiques à l’Office of International Programs du Research Triangle Institute. Il a également enseigné à la Maxwell School of Citizenship and Public Affairs (Université de Syracuse, New York) et exercé des fonctions administratives à la Graduate School of Management de l’Université Vanderbilt et de l’Université du Wisconsin (Milwaukee). Il a été maître de recherche au Technology and Development Institute du East-West Center à Honolulu et a aussi occupé des postes de conseiller, de consultant et d’expert au Département d’État (Agency for International Development), à la Banque mondiale, à la Banque asiatique de développement, à l’Agence canadienne de développement international, au Bureau international du Travail, au Programme des Nations unies pour le Développement et auprès de sociétés privées.